# Chang Ping
Chang Ping (nacido el 22 de junio de 1968 como Zhang Ping) es un escritor y periodista chino, actualmente curador del Museo de la Memoria y los Derechos Humanos del 4 de Junio en Hong Kong. Es activista y defensor de los derechos humanos; fue galardonado en los Premios de Prensa de Derechos Humanos de Hong Kong en 2014, y recibió un premio internacional de libertad de prensa de los Periodistas Canadienses por la Libre Expresión (CJFE) en 2016.
Chang Ping ha escrito sobre temas que incluyen la democracia, la censura de los medios, la política gubernamental y el Tíbet. Sus escritos han aparecido en publicaciones como Southern Weekend, South China Morning Post, Apple Daily, Deutsche Welle, Süddeutsche Zeitung, y The New York Times.
En marzo de 2016, Chang Ping alegó que sus dos hermanos menores y una hermana menor habían sido secuestrados por la policía china después de que escribiera un artículo para Deutsche Welle sobre una "carta pública" publicada en línea, pidiendo la renuncia del secretario general del Partido Comunista, Xi Jinping.
Chang Ping fue profesor invitado en la Universidad de Ciencias Políticas y Derecho del Este de China e investigador principal en el Instituto de Comunicación de la Metrópolis del Sur en Guangzhou. En una conferencia en la Universidad de Fudan, dijo que China debería "transformarse en una sociedad civil en lugar de esperar a un líder virtuoso".